# Hyundai i30
La Hyundai i30 è un'autovettura compatta di segmento C prodotta dalla casa automobilistica coreana Hyundai Motor Company a partire dal 2007 sia in versione berlina 5 porte che station wagon. Nel 2011 è stata presentata ed è entrata in produzione la seconda generazione che viene proposta anche nell'inedita versione berlina tre porte. Sul mercato europeo la i30 ha sostituito il precedente modello Hyundai Elantra che però continua ad essere prodotto nel resto del mondo parallelamente al modello i30.

## Prima generazione (2007-2012)
La Hyundai i30 rappresenta la berlina due volumi appartenente al segmento C della casa coreana, è stata il primo modello Hyundai ad adottare la nuova nomenclatura voluta dai vertici esclusivamente per il mercato europeo perché le precedenti denominazioni erano ritenute troppo difficili nella pronuncia nei vari stati europei e potevano quindi alterare i numeri di vendita dei modelli; così la casa decise di scegliere dei più semplici nomi composti da una o due lettere a seconda del modello (la “i” iniziale è standard per tutti i modelli, la seconda lettera “x” è presente solo sulle monovolume e suv) seguite da due numeri.
Il progetto per dare un'erede europea alla Elantra nasce verso la metà degli anni 2000 sotto il codice FD, una prima bozza del lavoro compiuto dagli ingegneri è il prototipo Hyundai Arnejs presentato al salone dell'automobile di Parigi nel settembre del 2006. La Arnejs proponeva una carrozzeria hatchback 5 porte con linee più fluide e sportive rispetto alla classica produzione Hyundai. Cerchi in lega cromati, tetto in vetro, fari e fendinebbia a LED e doppi terminali di scarico, tutti elementi che caratterizzavano il concept; col modello di serie ovviamente numerose soluzioni saranno abbandonate perché ritenute troppo costose da produrre in serie.
Dopo il concept si lavora al modello definitivo: nasce così la i30, prima vettura progettata nel centro ricerche e sviluppo (R&D) di Russelsheim in Germania, nonché sede europea della Hyundai-Kia. La i30 così va definitivamente a sostituire nella sola Europa la precedente Hyundai Elantra, berlina due e tre volumi dalla linea poco originale destinata soprattutto all'Asia. La vettura si differenzia in modo notevole, essendo progettata in Germania la vettura è stata studiata proprio per le esigenze europee, infatti viene proposta fin dall'inizio oltre che nella variante 5 porte anche nella versione station wagon (denominata i30 CW ovvero Crossover Wagon): l'Europa infatti è il continente dove le wagon sono maggiormente apprezzate. Per la produzione del modello è stata realizzata una fabbrica totalmente nuova in Repubblica Ceca a Nošovice.
La i30 viene presentata ufficialmente al Salone dell'automobile di Ginevra nel 2007 ed entrerà in produzione nello stesso periodo (marzo) con vendita a partire dall'estate in tutti i mercati europei. Nonostante sia una vettura prettamente europea la casa decide di produrla anche in Corea del Sud nello stabilimento di Ulsan per venderla in alcuni mercati asiatici affiancandola alla berlina Elantra. La i30 coreana è stata importata anche in Australia. La Hyundai ha commercializzato in Nord America il solo modello station wagon con la denominazione Elantra Touring andando a rappresentare la variante familiare della famiglia Elantra; il modello però ha riscosso poco successo a differenza della tradizionale berlina. La i30 è stata introdotta anche in Cina con produzione locale presso lo stabilimento di Pechino riscuotendo un discreto successo; anche in Cina è stata venduta parallelamente al modello Elantra che è stato maggiormente apprezzato.

### Design

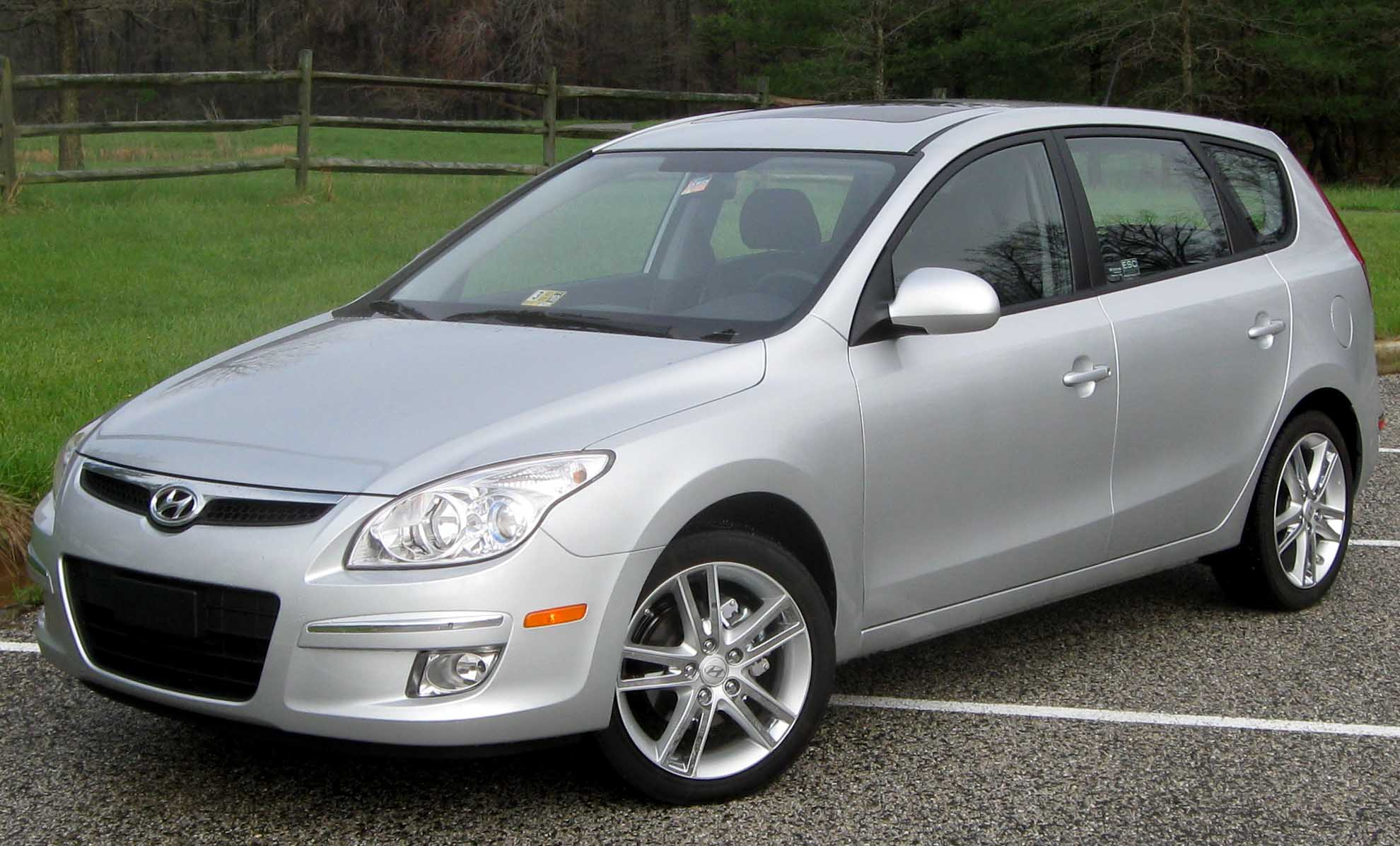
La Hyundai i30 CW (comfort wagon) venduta come Elantra Touring negli Stati Uniti

La i30 nella versione cinque porte è lunga 4,245 metri, larga 1,775 e alta 1,480 metri. Il design della vettura è piuttosto semplice rispetto alla concorrenza dell'epoca e non eccede per originalità; la linea della carrozzeria è stata disegnata per andare incontro maggiormente incontro ai gusti e alle esigenze delle famiglie, le forme sono morbide e arrotondate con il frontale caratterizzato da una mascherina di piccole dimensioni composta da dei baffi cromati che circondano il marchio della casa. Una grande presa d'aria e presente nella parte bassa del frontale. Più originale la fiancata con la vetratura che risale lungo il montante posteriore e una nervature nella parte bassa delle porte, la coda invece presenta dei fanali verticali triangolari, la targa è stata alloggiata nel paraurti e sul cofano del bagagliaio è presente il solo marchio Hyundai. La versione station wagon è lunga 4,475 metri, larga 1,775 metri (come la 5 porte) e alta 1,565 metri. Il frontale è lo stesso della 5 porte, cambia lo stile posteriore col cofano del baule più ampio e i fari posti più in alto.
Nell'abitacolo sono stati compiuti dei passi avanti rispetto alla vecchia Elantra: anche la plancia segue lo stile esterno, semplici e arrotondate senza eccedere in originalità. Nella parte centrale si concentra il centro multimediale con autoradio, computer di bordo e climatizzatore che può essere automatico o manuale; i modelli di punta dispongono degli inserti in plastica stile alluminio. La strumentazione composta da quattro quadranti possiede una retroilluminazione di colore blu. Le plastiche utilizzate sono di qualità maggiore rispetto al passato per adeguare la qualità complessiva della vettura ai livelli della concorrenza; in particolare sono stati adottate plastiche morbide al tatto per gran parte della plancia. Anche l'assemblaggio è migliore rispetto al passato. Il bagagliaio possiede un volume minimo di 340 litri nella versione 5 porte che salgono fino a 1.250, mentre la versione station wagon possiede un volume minimo di 415 litri ampliabili fino a 1.395 ribaltando i sedili posteriori.

### La dinamica
La i30 viene realizzata su una nuova piattaforma sviluppata appositamente per i modelli di segmento C del gruppo Hyundai; il nuovo telaio ha debuttato nel 2006 con la Kia Cee'd ed è stato utilizzato da numerosi modelli come la Elantra quarta serie (HD), Hyundai ix35, Kia Forte e Sportage terza serie. Con un passo di 2,650 metri per la versione 5 porte e di 2,700 metri per la station wagon la trazione è anteriore con motore in posizione anteriore-trasversale e le sospensioni anteriori riprendono lo schema a ruote indipendenti con MacPherson, bracci trasversali con montante telescopico e barra stabilizzatrice mentre al retrotreno è stato adottato un più raffinato sistema Multilink a tre bracci (uno in alluminio, gli altri due in acciaio) con barra stabilizzatrice. L'impianto frenante sfrutta quattro dischi con gli anteriori autoventilati, ammortizzatori idraulici. Le versioni con il kit sportivo presentano un set-up di sospensioni differente con ammortizzatori più rigidi e assetto ribassato per migliorare le doti stradali dell'auto.
La scocca viene realizzata utilizzando acciai ad alta resistenza a deformazione programmata, in caso d'impatto la carrozzeria è in grado di deformarsi a stadi grazie ad una gabbia che protegge l'abitacolo. Per i passeggeri tutte le versioni sono dotate di serie di sei airbag (frontali, laterali e a tendina per proteggere la testa degli occupanti anteriori e posteriori) e poggiatesta anteriori attivi anti colpo di frusta mentre tra i dispositivi tecnologici figurano il sistema anti bloccaggio delle ruote motrici (ABS) con ripartitore elettronico di frenata di emergenza e a pagamento o sulle versioni di punta erano disponibili il controllo elettronico della stabilità ESP e della trazione e il sensore che misura la pressione degli pneumatici.
La i30 inoltre segna una svolta nel campo della sicurezza attiva e passiva per la Hyundai. La vettura è stata progettata per ottenere il massimo nei crash test EuroNCAP. Testata nel 2007 ottenne il punteggio di 4 stelle nella protezione degli adulti nell'urto frontale ma la vettura, su richiesta dell'ente in accordo con la Hyundai Motor Company, venne ritestata nel 2008 ottenendo il massimo risultato nella protezione degli adulti (5 stelle, prima vettura della gamma del costruttore ad ottenerle).
Nel 2009 la Hyundai presenta al salone di Ginevra la versione BlueDrive ISG (acronimo di Idle Stop & Go) dotata del dispositivo Stop & Start abbinato al motore 1.4 16V Gamma che è in grado di spegnerlo alle basse andatura quando si frena oppure in sosta al semaforo e lo riaccende al rilascio della frizione quando la vettura sta per ripartire: questo sistema consente una sensibile riduzione dei consumi e delle emissioni pari a circa il 10%.

### Restyling 2010

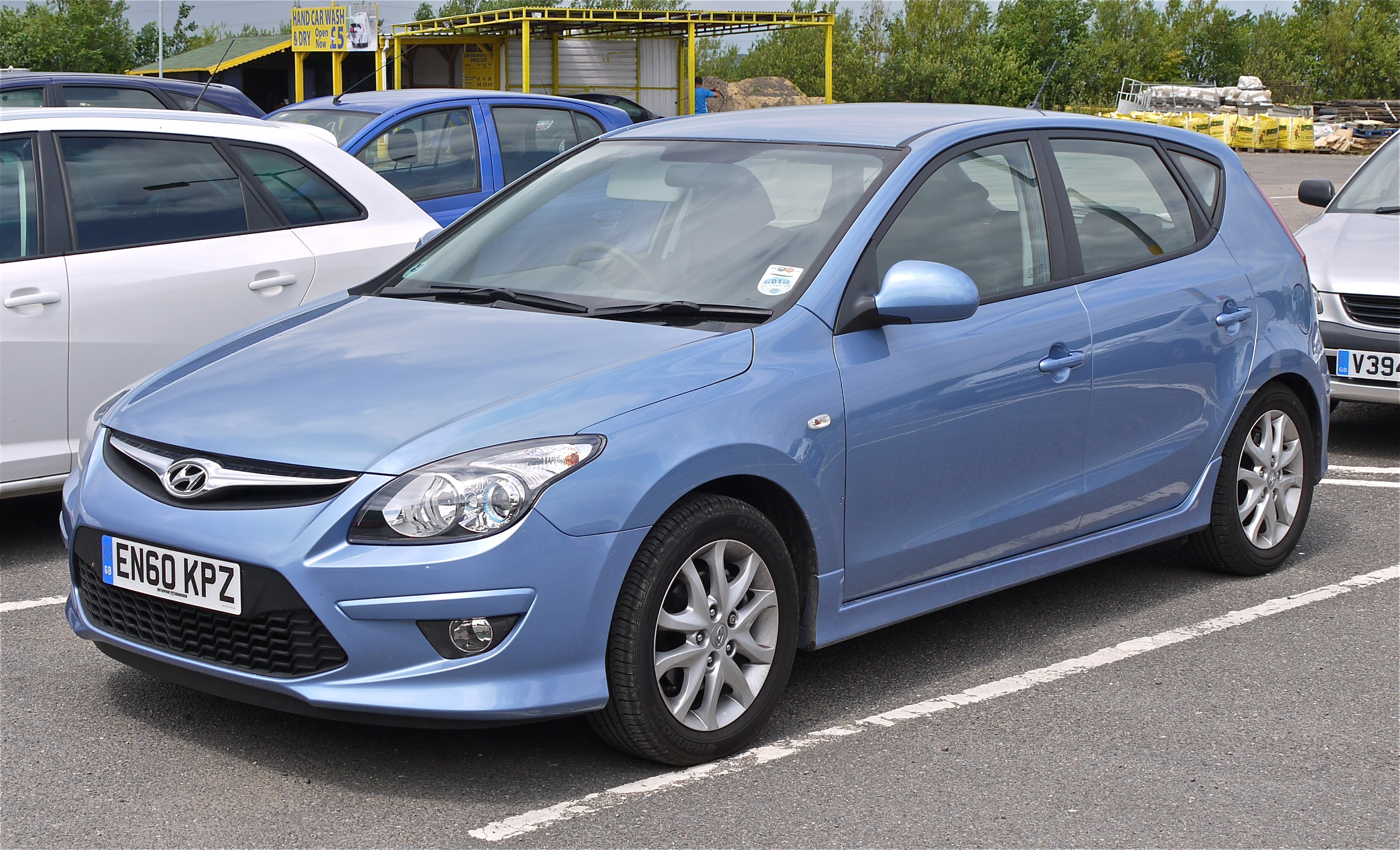
Una i30 ristilizzata del 2011

Al salone di Ginevra edizione 2010 la Hyundai presenta il restyling per la i30 portando al debutto una serie di contenuti tecnici inediti e uno stile più moderno. Per l'occasione l'esemplare presentato nello stand proponeva i nuovi motori 1.6 diesel della famiglia U2 e pertanto la vettura viene ribattezzata i30U; la lettera “U” però non sarà adottata dal modello una volta entrato in produzione. Una delle principali novità è il design rinnovato che porta al debutto alcuni stilemi del linguaggio stilistico Fluidic Sculpture già adottato dalla crossover Hyundai ix35 che introduce una nuova mascherina con baffo cromata più grande ed elegante, inedita presa d'aria nel frontale di forma trapezoidale, nuovo sfondo per i fari più scuri e nuove nervature che rendono il frontale più sportivo rispetto al passato. Nella coda e presente il nuovo paraurti più aerodinamico e rinnovati anche i fanali posteriori. Gli interni portano al debutto finiture di qualità maggiore, assemblaggi e plastiche migliorate e nuovi contenuti. Tra le versioni debutta la nuova BlueDrive con aerodinamica migliorata grazie ad uno specifico kit estetico composto da minigonne laterali, spoiler anteriore e posteriore e aggiornamenti alla meccanica che permettono consumi ed emissioni più bassi rispetto alla precedente versione presentata nel 2009.

### Allestimenti
In Italia la i30 viene proposta in tre livelli di rifiniture denominati: base, Active e Dynamic. La versione base comprende il climatizzatore manuale, la radio CD con ingresso MP3, antifurto, retrovisori esterni riscaldabili elettricamente e divano posteriore frazionato. L'Active aggiunge gli alzavetro posteriori elettrici e l'ESP mentre la Dynamic dispone di clima automatico, cerchi in lega leggera, sensore pressione pneumatici e retrovisori ripiegabili elettricamente. Nella seconda metà del 2009 la versione base viene sostituita dalla Standard che comprende di serie qualche accessorio in più. Tra gli optional a richiesta, la vernice metallizzata oppure nera. Nel 2011 gli allestimenti vengono rinominati rispettivamente Classic, Comfort e Style.
Nel 2009 in Germania la Hyundai ha reso disponibile la versione speciale denominata Sport caratterizzata da paraurti specifici dallo stile più aggressivo con fendinebbia a LED, calandra e numerosi dettagli della carrozzeria in finitura stile carbonio, cerchi in lega Anthracite imbruniti da 18", assetto ribassato, minigonne laterali, carrozzeria verniciata nel colore Crystal White e sulla wagon barre al tetto imbrunite. La versione Sport è stata prodotta in soli 200 esemplari con i motori 1.6 benzina da 122 cavalli e 2.0 CRDI diesel da 140 cavalli.

### Fine produzione
La i30 nella sua prima generazione è stata molto apprezzata soprattutto nel nord Europa e in parte nell'Europa dell'est. Nella primavera del 2010 la vettura raggiunge il traguardo dei 500.000 esemplari prodotti nelle tre fabbriche di Nošovice in Repubblica Ceca, Ulsan in Corea del Sud e Pechino in Cina. La produzione della i30 prima serie con carrozzeria 5 porte termina nell'ultimo trimestre 2011, mentre la versione wagon esce di produzione nel giugno 2012, complessivamente sono state prodotte 350.000 i30 solo in Europa in un periodo di 5 anni che va dal 2007 al 2012; la precedente Elantra non è mai riuscita a vendere un numero di esemplari così alto nel Vecchio Continente. In Cina la i30 non avendo avuto il successo sperato non sarà sostituita da nessun modello.

### Motorizzazioni
La gamma motori della i30 si componeva dei nuovi propulsori Gamma quattro cilindri a sedici valvole prodotti dal 2006 nello stabilimento Kia di Žilina in Slovacchia: avevano una cilindrata di 1,4 e 1,6 litri ed erano omologati Euro 4 con fasatura variabile delle valvole e iniezione elettronica multipoint. Il piccolo 1.4 erogava 109 cavalli (aspirato, infatti la potenza era davvero notevole per una cubatura così piccola) con una coppia massima di 137 Nm a 5.000 giri al minuto. Permetteva di raggiungere una velocità massima di 187 km/h con scatto 0–100 km/h in 12,6 secondi e consumi pari a 16,4 km/l nel ciclo misto (emissioni medie di 145 g/km di anidride carbonica). Con l'introduzione nell'aprile del 2009 al Salone di Ginevra della versione BlueDrive ISG (Idle Stop & Go che spegne il motore quando l'auto è in sosta al semaforo oppure alle basse andature quando si frena) i consumi calano del 10% e le emissioni dell'11% (infatti la casa dichiara 135 g/km di anidride carbonica). Il motore 1.4 Gamma della i30 veniva offerto dal 2008 anche nella versione BlueDrive GPL a doppia alimentazione benzina e GPL (priva di Stop & Start) con impianto a gas montato dalla BRC e omologato direttamente dalla casa. Dal 2010 tutti i motori serie 1.4 sono stati omologati secondo le norme Euro 5.
Il 1.6 Gamma 16V invece erogava 126 cavalli (in alcuni mercati esteri la potenza era stata ridotta a 122 cavalli) e garantiva una coppia massima di 154 Nm a 4.200 giri al minuto. Permetteva alla i30 una velocità di punta pari a 192 km/h con scatto da 0 a 100 km/h in 11,0 secondi e un consumo pari a 16,1 km/l nel ciclo misto. Era abbinato ad un cambio manuale a 5 rapporti oppure ad un automatico a 4 rapporti con convertitore di coppia; nella versione automatica i consumi diminuivano fino a 14,5 km/l e le prestazioni in generale peggioravano. Le emissioni di anidride carbonica dichiarate erano pari a 165 g/km per la versione manuale e di 182 g/km per l'automatica. La versione a cambio automatico non è stata importata in Italia e dal 2010 il motore 1.6 non è stato più commercializzato lasciando la gamma di motori benzina composta unicamente dal propulsore 1.4. Una versione 1.6 equipaggiata con lo Stop&Start ISG non è mai stata prodotta.
Il motore 2.0 benzina non è stato importato in Italia perché questi motori dalla cilindrata elevata non sono graditi dal pubblico italiano a causa degli elevati costi fiscali e di gestione; si tratta del 2,0 litri facente parte della famiglia Beta II a quattro cilindri con fasatura variabile delle valvole CVVT erogante 143 cavalli con 186 Nm di coppia massima a 4.600 giri al minuto. Era abbinato al cambio manuale a 5 rapporti oppure ad un automatico a 4 rapporti. Permette uno scatto da 0 a 100 km/h in 10,6 secondi per una velocità massima pari a 205 km/h per la manuale e di 195 km/h per l'automatica. Il consumo medio nel ciclo misto era pari a 14,0 km/l per la manuale e di 13,2 km/l per l'automatica. Il motore 2.0 era omologato Euro 4 e col restyling del 2010 è stato tolto di produzione a causa delle scarse richieste anche in quei pochi mercati in cui era disponibile.
La gamma diesel era composta dal nuovo quattro cilindri 1.6 CRDI sedici valvole facente parte della famiglia motoristica U disponibile in due step: da 90 e da 116 cavalli. Progettato appositamente per il mercato europeo questo motore (omologato Euro 4) era dotato della turbina a geometria variabile VGT e disponeva di una coppia massima pari a 235 Nm a 1.750 giri al minuto nella versione da 90 cavalli, mentre la 116 cavalli erogava 255 Nm a 1900 giri al minuto. Entrambi i 1.6 erano abbinati al cambio manuale a sei rapporti, solo la versione più potente era disponibile dal 2008 anche con l'automatico a 4 rapporti. Il filtro antiparticolato DPF era di serie solo sul 116 cavalli, mentre sul 90 cavalli si pagava. Le prestazioni erano abbastanza differenti tra loro per via dei 26 cavalli di differenza: il meno potente permetteva una velocità di punta pari a 172 km/h, il più potente di 188 km/h, il consumo medio oscillava tra i 21,3 e 22,2 km/l mentre le emissioni variavano tra i 119 e i 125 g/km. La versione 1.6 CRDI diesel automatica possedeva consumi ed emissioni molto più alte rispetto alla versione a cambio manuale. Dal 2010 il motore venne riomologato Euro 5 e il filtro antiparticolato divenne di serie per tutte le versioni.
Nel 2009 viene introdotto in alcuni mercati europei (come la Germania e l'Inghilterra e altri mercati del nord Europa) il motore 1.6 diesel della famiglia U2, seconda generazione dei propulsori U. Si tratta di un'evoluzione della precedente unità potenziata fino a 128 cavalli con turbina a geometria variabile e coppia massima portata a 260 Nm di coppia massima erogata a 1.250 giri al minuto ed equipaggiata con filtro antiparticolato di serie ed omologazione Euro 5. Il cambio era un manuale a 6 rapporti o un automatico a 4 rapporti. Il 1.6 U2 ha sostituito la precedente versione da 116 cavalli ed è stato venduto in Italia dal 2010. Permetteva uno scatto da 0 a 100 km/h in 11,0 secondi, 197 km/h di velocità massima e 21,3 km/l di percorrenza media. Le emissioni di anidride carbonica erano contenute in 124 g/km.
Il diesel top di gamma era il 2,0 litri quattro cilindri 16 valvole con turbina a geometria variabile. Si tratta di un motore di origine VM che alla Hyundai siglano sotto la famiglia D e veniva prodotto fino al 2010 su licenza VM nello stabilimento della GM Daewoo in Corea del Sud (il motore era installato anche da modelli a marchio Chevrolet e Daewoo) e in seguito esportato in Repubblica Ceca per l'installazione nei cofani motore della i30. Era omologato Euro 4 ed era abbinato al cambio manuale a 6 rapporti. Permetteva alla i30 di raggiungere i 205 km/h e uno scatto da 0 a 100 km/h in 10,5 secondi. Il consumo medio dichiarato era di 18,2 km/l con emissioni di anidride carbonica pari a 145 g/km nel ciclo misto. Il motore 2.0 CRDI diesel non veniva importato in Italia.
| Modello                         | Disponibilità       | Motore                           | Cilindrata | Potenza         | Coppia Massima          | Emissioni CO2 (g/km) | 0–100 km/h (secondi) | Velocità max (km/h) | Consumo medio (km/l) |
| 1.4 16V                         | dal debutto         | 4 cilindri in linea, Benzina     | 1.396 cm³  | 80 kW (109 CV)  | 137 N·m @5.000 giri/min | 145                  | 12,6                 | 187                 | 16,4                 |
| 1.4 16V Bluedrive ISG           | dal 2009            | 4 cilindri in linea, Benzina     | 1.396 cm³  | 80 kW (109 CV)  | 137 N·m @5.000 giri/min | 135                  | 12,6                 | 187                 | 17,9                 |
| 1.4 16V Bluedrive GPL           | dal 2008            | 4 cilindri in linea, Benzina-GPL | 1.396 cm³  | 80 kW (109 CV)  | 137 N·m @5.000 giri/min | 145                  | 12,6                 | 187                 | 16,4                 |
| 1.6 16V                         | dal debutto         | 4 cilindri in linea, Benzina     | 1.591 cm³  | 93 kW (126 CV)  | 154 N·m @4.200 giri/min | 152                  | 11,0                 | 192                 | 16,1                 |
| 1.6 16V automatica              | non importata       | 4 cilindri in linea, Benzina     | 1.591 cm³  | 93 kW (126 CV)  | 154 N·m @4.200 giri/min | 165                  | 12,1                 | 183                 | 14,5                 |
| 2.0 16V                         | non importata       | 4 cilindri in linea, Benzina     | 1.975 cm³  | 105 kW (143 CV) | 186 N·m @4.600 giri/min | 170                  | 10,6                 | 205                 | 14,0                 |
| 2.0 16V automatica              | non importata       | 4 cilindri in linea, Benzina     | 1.975 cm³  | 105 kW (143 CV) | 186 N·m @4.600 giri/min | 182                  | -                    | 195                 | 13,2                 |
| 1.6 CRDI VGT 90                 | dal debutto al 2010 | 4 cilindri in linea, Diesel      | 1.582 cm³  | 66 kW (90 CV)   | 235 N·m @1.750 giri/min | 125                  | 14,0                 | 172                 | 21,3                 |
| 1.6 CRDI VGT 90 DPF             | dal debutto         | 4 cilindri in linea, Diesel      | 1.582 cm³  | 66 kW (90 CV)   | 235 N·m @1.750 giri/min | 119                  | 14,0                 | 172                 | 22,2                 |
| 1.6 CRDI VGT 116 DPF            | dal debutto al 2010 | 4 cilindri in linea, Diesel      | 1.582 cm³  | 85 kW (116 CV)  | 255 N·m @1.900 giri/min | 125                  | 11,6                 | 188                 | 21,3                 |
| 1.6 CRDI VGT 116 DPF automatica | dal 2008 al 2010    | 4 cilindri in linea, Diesel      | 1.582 cm³  | 85 kW (116 CV)  | 255 N·m @1.900 giri/min | 155                  | 12,9                 | 184                 | 16,9                 |
| 1.6 CRDI VGT 128 DPF            | dal 2010            | 4 cilindri in linea, Diesel      | 1.582 cm³  | 85 kW (116 CV)  | 260 N·m @1.250 giri/min | 124                  | 11,0                 | 197                 | 21,3                 |
| 2.0 CRDI VGT 140 DPF            | non importato       | 4 cilindri in linea, Diesel      | 1.991 cm³  | 103 kW (140 CV) | 304 N·m @1.900 giri/min | 145                  | 10,5                 | 205                 | 18,2                 |

## Seconda generazione (2011-2016)
La seconda generazione della i30 viene introdotta al Salone dell'automobile di Francoforte nel settembre del 2011 e viene identificata dal codice progettuale GD; come la prima serie anche la seconda viene progettata soprattutto per il mercato europeo attraverso il centro di sviluppo di Russelsheim; la gamma rispetto al passato è più vasta e personalizzabile infatti viene offerta oltre che nella variante berlina 5 porte e station wagon anche nell'inedita versione 3 porte dalla vocazione più sportiva dedicata al pubblico giovanile. La versione station wagon viene presentata al Salone di Ginevra nel marzo 2012 mentre la versione 3 porte della i30 viene presentata solo nell'ottobre del 2012 al Salone di Parigi. Lo sviluppo della nuova serie avviene in 18 mesi (dal foglio bianco alla produzione pre-serie) e i vertici hanno puntato soprattutto all'aumento della percezione della qualità complessiva dell'auto sia esteticamente che all'interno dell'abitacolo. In Italia la vettura è stata lanciata con lo slogan "Pensiero Stupendo" tramite una campagna pubblicitaria composta dal medesimo brano reinterpretato da Dolcenera: il titolo della canzone infatti è stato utilizzato come slogan proprio per sottolineare l'incremento della qualità costruttiva del modello rispetto alla vecchia serie.
La produzione avviene sempre nella fabbrica di Nosovice in Repubblica Ceca per il mercato europeo, in Corea del Sud la vettura viene assemblata ad Ulsan per il mercato interno e per l'esportazione in Asia, Australia e America. Negli Stati Uniti la i30 viene venduta con la denominazione Hyundai Elantra GT nella sola variante 5 porte andando a rappresentare la versione hatchback della famiglia Elantra. La Elantra GT ha sostituito la precedente Elantra Touring che altro non era che la i30 station wagon.

### Design
La seconda serie di i30 viene disegnata da Thomas Bürkle, responsabile del centro stile europeo di Russelsheim, seguendo la filosofia stilistica Fluidic Sculpture comune alle altre vetture del marchio lanciate nello stesso periodo quali la ix35 e la sorella maggiore i40. Gli elementi caratterizzanti del Fluidic Sculpture sono le proporzioni della vettura più armoniche e le linee della carrozzeria più filanti e aerodinamiche (con un coefficiente di resistenza aerodinamica pari a 0,30), un netto distacco rispetto alla precedente generazione ritenuta anonima nello stile; un accenno del nuovo corso si era visto nel 2010 col restyling della prima serie ma grossomodo solo alcuni dettagli erano stati ridisegnati. Con la seconda generazione la Hyundai oltre ad aumentare il livello di personalizzazione della vettura aumenta anche l'impatto estetico infatti per la prima volta la vettura viene proposta con due differenti frontali: in particolare tutti i modelli presentano la nuova calandra esagonale ma mentre le versioni base dispongono del fascione centrale porta targa in tinta col paraurti (e col resto della carrozzeria) i modelli di punta invece presentano la calandra a sfondo nero con cromature semi-circolari nella parte superiore che rendono l'aspetto più elegante rispetto ai modelli base. I fendinebbia possiedono un design più sportivo e inglobano le luci diurne a LED, i grandi fanali frontali invece possiedono il classico stile ondulato in modo da accordarsi con la calandra (soluzione già vista con i modelli ix35 ed i40). La fiancata viene caratterizzata dai passaruota bombati, una nervatura che risale raccordandosi con i fanali posteriori, gli specchi retrovisori incorporano gli indicatori laterali di direzione a LED; inoltre le maniglie delle portiere possono essere in tinta carrozzeria oppure cromate sui modelli di punta. La coda invece presenta fanali a sviluppo orizzontale, lunotto più inclinato rispetto al passato e retronebbia sdoppiati posizionati nella parte bassa del paraurti. Il marchio posteriore nasconde (sui modelli di punta) la retrocamera di parcheggio. La carrozzeria è leggermente più lunga della precedente e raggiunge i 4,30 metri (50 mm in più), la larghezza è di 1,780 metri e l'altezza viene ridotta fino a 1,470 metri (10 mm in meno). La station wagon invece è lunga 4,485 metri, larga 1,780 e alta 1,50 metri.

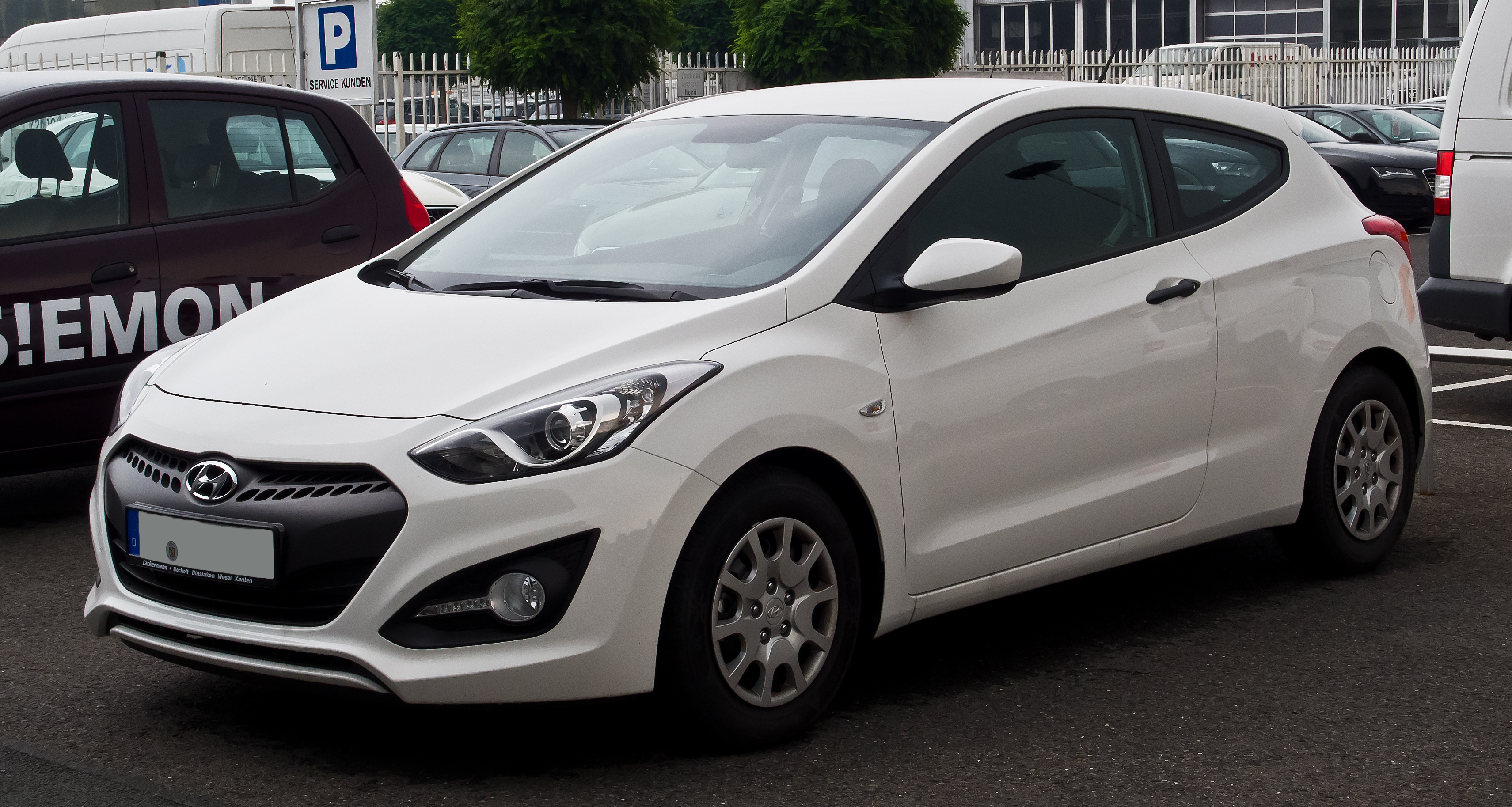
Hyundai i30 Coupé del 2013

La versione tre porte possiede uno stile più sportivo rispetto alle versioni 5 porte e wagon: il frontale è specifico grazie al paraurti più spigoloso con minigonne e nuova calandra a sfondo scuro che non presenta le cromature. I fendinebbia possiedono uno stile circolare con le luci diurne a LED che si sviluppano in un elemento orizzontale, inoltre è presente uno spoiler inferiore nel frontale. Nella fiancata la vetratura è più piccola e si raccorda al lunotto posteriore mentre nella coda il paraurti posteriori è stato ridisegnato, la fascia in plastica scura inferiore è più estesa rispetto alla 5 porte e i retronebbia possiedono una forma più slanciata.

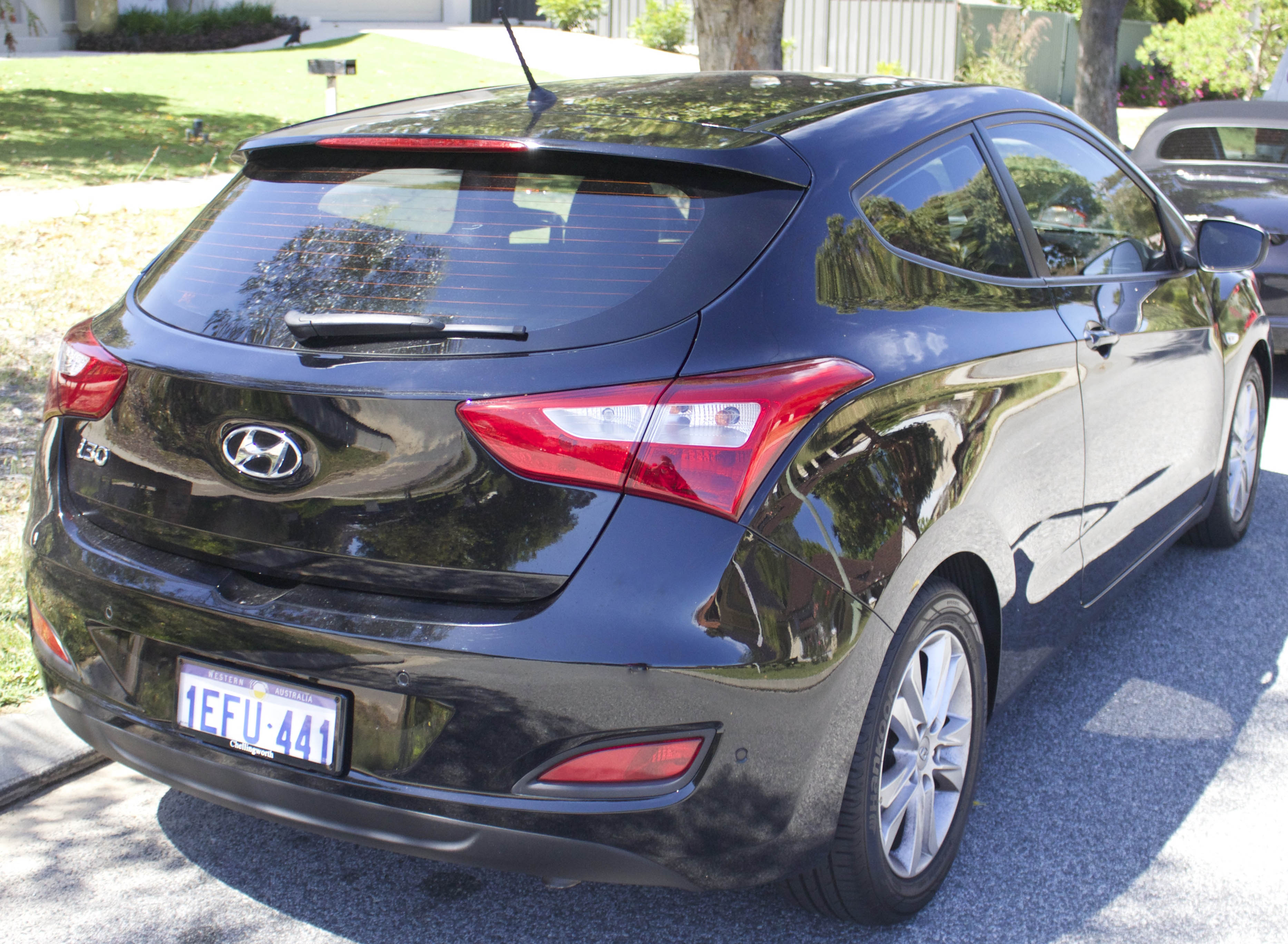
Vista posteriore Hyundai i30 tre porte

Gli interni ridisegnati seguono lo stile della carrozzeria, con linee arrotondate e scolpite. Nella parte centrale vi è il sistema multimediale con lo schermo del navigatore o dell'impianto audio, il climatizzatore più in basso e le bocchette posizionate gli estremi. La strumentazione con forma a “binocolo” è composta da due quadranti laterali e dal computer di bordo centrale. La luminosità della retroilluminazione (blu e bianca) e regolabile. Il navigatore se presente possiede uno schermo touch screen da 7'’ con riconoscimento vocale bluetooth e videocamera di parcheggio, oppure l'autoradio CD è in grado di leggere i brani MP3 ed è presente l'ingresso USB ed Aux per gli iPod. Le plastiche della plancia sono di qualità maggiore rispetto alla vecchia i30, e sono morbide al tatto, inoltre sono presenti rifiniture in plastica color alluminio. Sui modelli di punta invece la pedaliera sportiva è tutta in alluminio. Il bagagliaio della versione 5 porte possiede un volume minimo di 378 litri che salgono a 1.316 litri con il divano posteriore reclinato. La station wagon invece possiede un volume minimo di 528 litri, col divano reclinato la capacità aumenta fino a 1.642 litri. La 3 porte invece possiede rifiniture più sportive come le cuciture dei sedili di color arancio.

### Restyling 2015

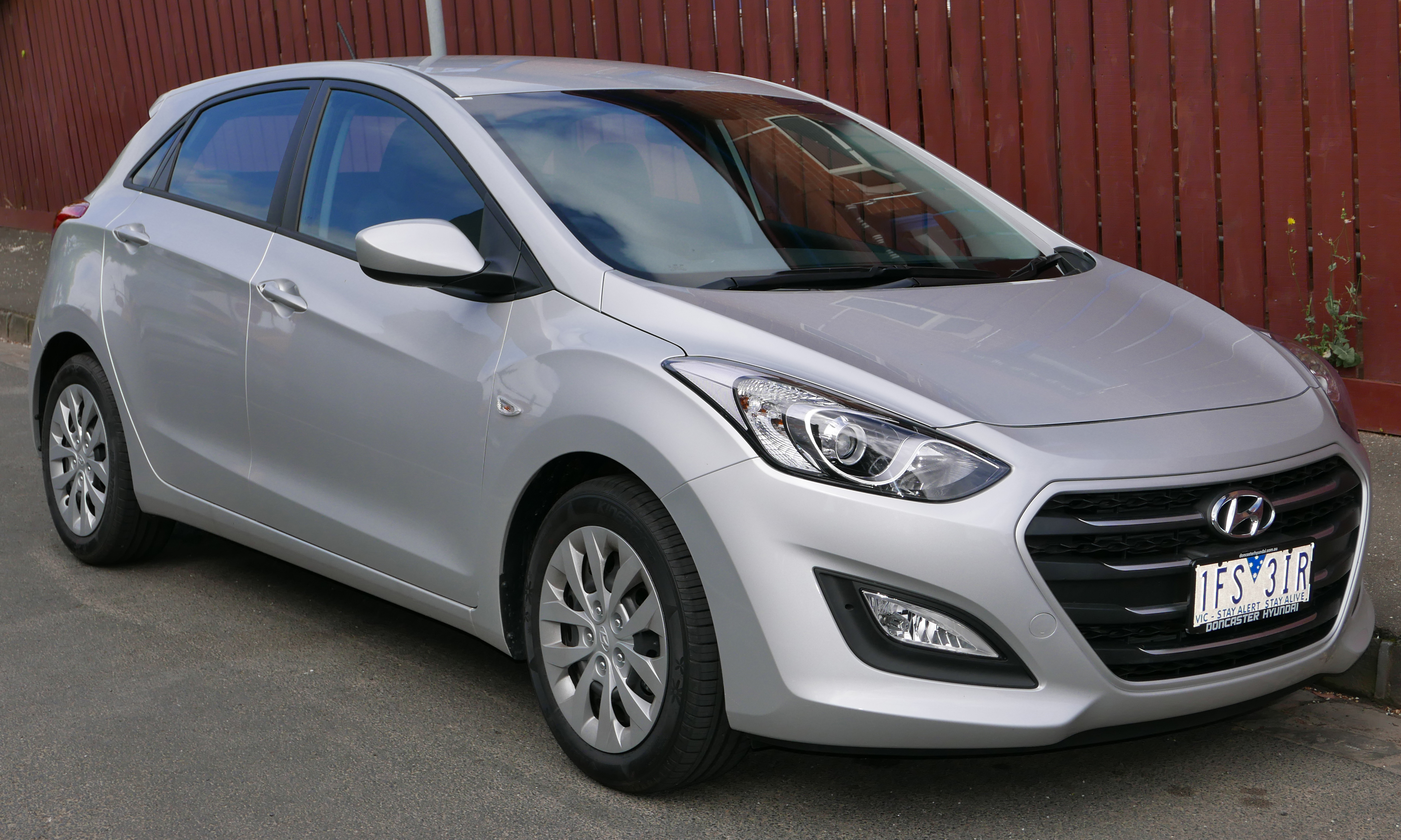
Hyundai i30 restyling 2015

Nel 2015 viene introdotto un restyling che comprende il frontale con una nuova mascherina esagonale, fari rivisti e alcune modifiche interne. La seconda serie di i30 viene realizzata su un'evoluzione della precedente piattaforma di segmento C: in particolare sia le versioni 3/5 porte che la station wagon mantengono lo stesso passo di 2,650 metri ma vengono aggiornate le sospensioni sia anteriori che posteriori: quelle anteriori mantengono lo stesso schema MacPherson a ruote indipendenti (con barra stabilizzatrice) ma sono state irrigidite per andar maggiormente incontro alle esigenze europee, quelle posteriori sono di disegno Multilink (più barra stabilizzatrice) ma in alluminio e quindi più leggere rispetto al vecchio schema. La trazione è anteriore con motore in posizione anteriore-trasversale, una versione a trazione integrale non viene offerta. L'impianto frenante sfrutta quattro dischi con gli anteriori auto ventilati e ammortizzatori idraulici. La rinnovata piattaforma ha debuttato prima con la quinta serie di Hyundai Elantra (MD) e in seguito con la stessa i30 e la cugina a marchio Kia, la Cee'd di seconda generazione. Inoltre sulla i30 viene introdotto il Fleex Steer, il sistema che permette di selezionare tre modalità di risposta del servosterzo: Normal la modalità standard, Sport più rigido e preciso e Comfort più leggero per i parcheggi.
La scocca della i30 viene sempre realizzata in acciai alto resistenziali a deformazione programmata, la sezione del montante centrale (stampata a caldo) presenta una sezione più larga, tutte le versioni sono dotate di serie di sette airbag (frontali, laterali, a tendina per la e quelli per le ginocchia del guidatore) e poggiatesta anteriori attivi anti colpo di frusta oltre al sistema anti bloccaggio delle ruote motrici (ABS) con ripartitore elettronico di frenata di emergenza, il controllo elettronico della stabilità ESP e della trazione. Oltre a questi figurano il freno di stazionamento elettrico, sistema di segnalazione della frenata di emergenza (ESS) e infine il controllo per le partenze in salita (HAC). I fari diurni sono a LED mentre tra gli optional sono disponibili i fari anteriori allo xeno auto adattativi.
Sottoposta al crash test EuroNCAP la i30 ha ottenuto il punteggio di 5 stelle con una protezione pari al 90% per gli adulti, 90% anche per i bambini, 67% nell'investimento pedoni e 86% nei contenuti di sicurezza.

### Allestimenti

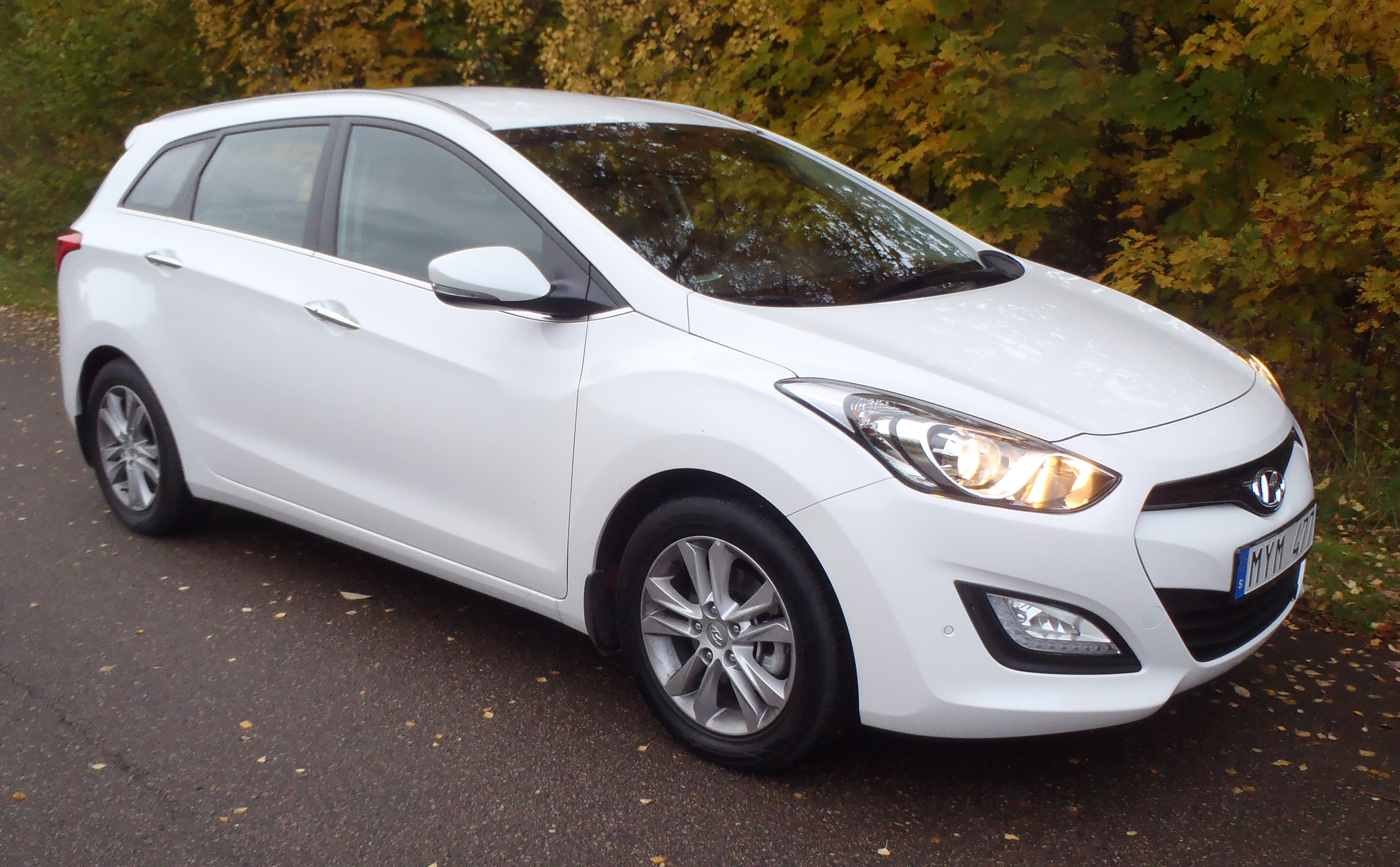
La Hyundai i30 in versione station wagon

La i30 viene proposta in tre allestimenti: il modello base denominato Classic, l'intermedia Comfort e il modello di punta Style. La versione Classic viene proposta solo con le motorizzazioni 1.4 benzina e 1.4 CRDI a gasolio, propone di serie sei airbag (frontali, laterali e a tendina), antifurto, cerchi in acciaio da 15'’, ABS con controllo di stabilità ESP, controllo trazione, assistenza alle partenze in salita e segnalatore frenate di emergenza, fendinebbia con luci diurne a LED, spoiler posteriore e retrovisori riscaldabili e regolabili. Inoltre è presente il climatizzatore manuale, autoradio con 4 altoparlanti, vetri elettrici anteriori e attacchi isofix.
La Comfort (disponibile con le motorizzazioni 1.4 e 1.6 benzina da 120 cavalli e 1.6 CRDI diesel sia 110 che 128 cavalli) aggiunge il ruotino di scorta, gli indicatori laterali di direzione integrati negli specchietti retrovisori, vetri elettrici posteriori, bracciolo anteriore, volante e pomello cambio in pelle, bluetooth, comandi audio al volante e autoradio con 6 altoparlanti.
La Style infine (versione di punta) è disponibile solo col motore 1.6 GDI benzina e il 1.6 CRDI da 128 cavalli. Possiede la stessa dotazione base del modello Comfort con l'aggiunta dei cerchi in lega da 17'’, frontale con calandra scura e profili laterali cromati, bracciolo anteriore scorrevole e bracciolo posteriore, clima bizona automatico, cruise control con pedaliera sportiva in alluminio, sistema anti-appannamento del parabrezza, sensori parcheggio anteriori e posteriori e sedile passeggero regolabile in altezza.
Tra gli optional la casa offre la vernice metallizzata o micalizzata, i cerchi in lega da 16'’ sui modelli intermedi, il navigatore, tetto panoramico e sedili in pelle. Inoltre sono disponibili i pacchetti Advanced, BlueDrive, Exclusive e Premium che (a seconda dell'allestimento) aggiungono numerosi accessori tra i quali l'airbag per le ginocchia del guidatore.

### Motorizzazioni
La gamma motori benzina ricalca quella del precedente modello con alla base il piccolo 1.4 Gamma sedici valvole con blocco e testata in alluminio ma aggiornato dal punto di vista delle emissioni e dei consumi: eroga 100 cavalli (nella vecchia erano 109) ed è abbinato ad una nuova trasmissione manuale a sei rapporti. La coppia massima è di 137 Nm a 4.200 giri al minuto. La velocità massima con questo motore è di 182 km/h, lo scatto 0–100 km/h dichiarato è di 13,2 secondi con consumo di 16,7 km/l ed emissioni pari a 139 g/km. Accanto al 1.4 è sempre disponibile il 1.6 Gamma a iniezione multipoint con potenza di 120 cavalli e coppia massima di 146 Nm a 4.850 giri al minuto anch'esso aggiornato: con questo motore la i30 raggiunge 192 km/h con scatto da ferma a 100 km/h in 10,9 secondi e consumi dichiarati di 15,9 km/l, emissioni di 146 g/km di anidride carbonica.
Al top di gamma viene introdotto il nuovo 1.6 Gamma GDI acronimo di iniezione diretta di benzina che eroga 135 cavalli e 164 Nm di coppia massima a 4.850 giri al minuto. Il 1.6 GDI è abbinato al cambio manuale sempre a sei rapporti oppure ad un automatico sequenziale a sei rapporti più efficiente rispetto al vecchio 4 rapporti. La velocità massima con questo motore è di 195 km/h, 9,9 secondi per lo scatto 0–100 km/h e consumo medio dichiarato di 16,7 km/l. Le emissioni di anidride carbonica sono di 139 g/km nel ciclo misto. A causa dell'insuccesso delle motorizzazioni 2,0 litri queste ultime non sono state riproposte sulla i30.
La gamma motori diesel si compone dei propulsori CRDI Euro 5 che fanno parte della famiglia motoristica U2 common rail a quattro cilindri con distribuzione a quattro valvole per cilindro, blocco in ghisa e tastata in alluminio oltre al filtro antiparticolato di serie; al debutto il nuovo 1.4 diesel capace di 90 cavalli e di 220 Nm di coppia massima a 1.500 giri al minuto. Il 1.4 CRDI è il diesel più piccolo disponibile in fatto con questo motore la i30 possiede prestazioni modeste: la velocità di punta è di 170 km/h, lo scatto 0–100 km/h viene coperto in 13,5 secondi e la casa dichiara un consumo pari a 24,4 km/l con emissioni di anidride carbonica contenute in 109 grammi al km nel ciclo misto. Il 1.4 è abbinato al cambio manuale a sei rapporti.
Accanto al 1.4 è disponibile il più grande 1.6 CRDI da 110 cavalli; le caratteristiche sono le stesse del 1.4, a migliorare sono le prestazioni. La coppia sale a 260 Nm a 1.900 giri al minuto, la velocità massima è di 185 km/h e lo scatto da 0–100 km/h avviene in 11,5 secondi. Il consumo resta lo stesso del 1.4 ovvero 24,4 km/l mentre le emissioni scendono a 108 g/km di anidride carbonica. Il cambio è un manuale sempre 6 rapporti oppure un automatico sequenziale a 6 rapporti (con quest'ultimo le prestazioni e i consumi peggiorano sensibilmente rispetto alla versione manuale). Il 1.6 CRDI da 110 cavalli è disponibile anche nella versione ecologica BlueDrive con ISG Stop & Go, cambio manuale 6 rapporti, pneumatici a bassa resistenza di rotolamento e alternatore potenziato. La BlueDrive permette consumi di 27 km/l nel ciclo misto ed emissioni ridotte fino a 97 g/km.
Il diesel più potente è il 1.6 CRDI nella versione da 128 cavalli capace di 260 Nm di coppia massima erogata a 1.900 giri al minuto. Abbinato ad un cambio manuale a sei rapporti oppure ad un automatico sequenziale sempre a sei rapporti la velocità massima dichiarata è di 197 km/h per la manuale e di 186 km/h per l'automatica, lo scatto da 0 a 100 km/h avviene in 10,9 secondi (11,7 l'automatica) e il consumo medio che dichiara la casa è pari a 24,4 km/l con la trasmissione manuale e di 18,2 km/l con la trasmissione automatica. Le emissioni restano le stesse della variante meno potente ovvero 108 g/km di anidride carbonica (che salgono a 145 g/km con l'automatico).

### Riepilogo versioni
| Modello                    | Disponibilità | Motore                       | Cilindrata | Potenza          | Coppia Massima          | Emissioni CO2 (g/Km) | 0–100 km/h (secondi) | Velocità max (Km/h) | Consumo medio (Km/l) |
| 1.4 16V                    | dal debutto   | 4 cilindri in linea, Benzina | 1.396 cm³  | 73,2 kW (100 CV) | 137 N·m @4.200 giri/min | 139                  | 13,2                 | 182                 | 16,7                 |
| 1.6 16V                    | dal debutto   | 4 cilindri in linea, Benzina | 1.591 cm³  | 88 kW (120 CV)   | 146 N·m @4.850 giri/min | 146                  | 10,9                 | 192                 | 15,9                 |
| 1.6 GDI 16V                | dal debutto   | 4 cilindri in linea, Benzina | 1.591 cm³  | 99 kW (135 CV)   | 164 N·m @4.200 giri/min | 139                  | 9,9                  | 195                 | 16,7                 |
| 1.6 GDI 16V automatica     | dal debutto   | 4 cilindri in linea, Benzina | 1.591 cm³  | 99 kW (135 CV)   | 164 N·m @4.200 giri/min | 157                  | 11,0                 | 192                 | 14,9                 |
| 1.4 CRDI 90                | dal debutto   | 4 cilindri in linea, Diesel  | 1.396 cm³  | 66 kW (90 CV)    | 220 N·m @1.500 giri/min | 109                  | 13,5                 | 170                 | 24,4                 |
| 1.6 CRDI 110               | dal debutto   | 4 cilindri in linea, Diesel  | 1.582 cm³  | 81 kW (110 CV)   | 280 N·m @1.900 giri/min | 108                  | 10,6                 | 189                 | 24,4                 |
| 1.6 CRDI 110 BlueDrive ISG | dal debutto   | 4 cilindri in linea, Diesel  | 1.582 cm³  | 81 kW (110 CV)   | 260 N·m @1.900 giri/min | 97                   | 12,3                 | 180                 | 27,0                 |
| 1.6 CRDI 110 automatica    | dal debutto   | 4 cilindri in linea, Diesel  | 1.582 cm³  | 81 kW (110 CV)   | 260 N·m @1.900 giri/min | 145                  | 12,3                 | 180                 | 18,2                 |
| 1.6 CRDI 128               | dal debutto   | 4 cilindri in linea, Diesel  | 1.582 cm³  | 94 kW (128 CV)   | 260 N·m @1.900 giri/min | 108                  | 10,2                 | 197                 | 24,4                 |
| 1.6 CRDI 128 automatica    | dal debutto   | 4 cilindri in linea, Diesel  | 1.582 cm³  | 94 kW (128 CV)   | 260 N·m @1.900 giri/min | 145                  | 11,7                 | 186                 | 18,2                 |

## Terza generazione (dal 2016)
La terza generazione della Hyundai i30 è stata presentata nel 2016 al Salone dell'automobile di Parigi. La vettura è stata disegnata da Peter Schreyer e ha introdotto un nuovo linguaggio stilistico per il marchio chiamato "Cascading Grille".
La versione station wagon della i30 è stata presentata al 87º Salone di Ginevra nel marzo 2017 e arrivato a luglio 2017 nella rete di vendita.
L'i30 è prodotta nella città della Repubblica Ceca di Nošovice.

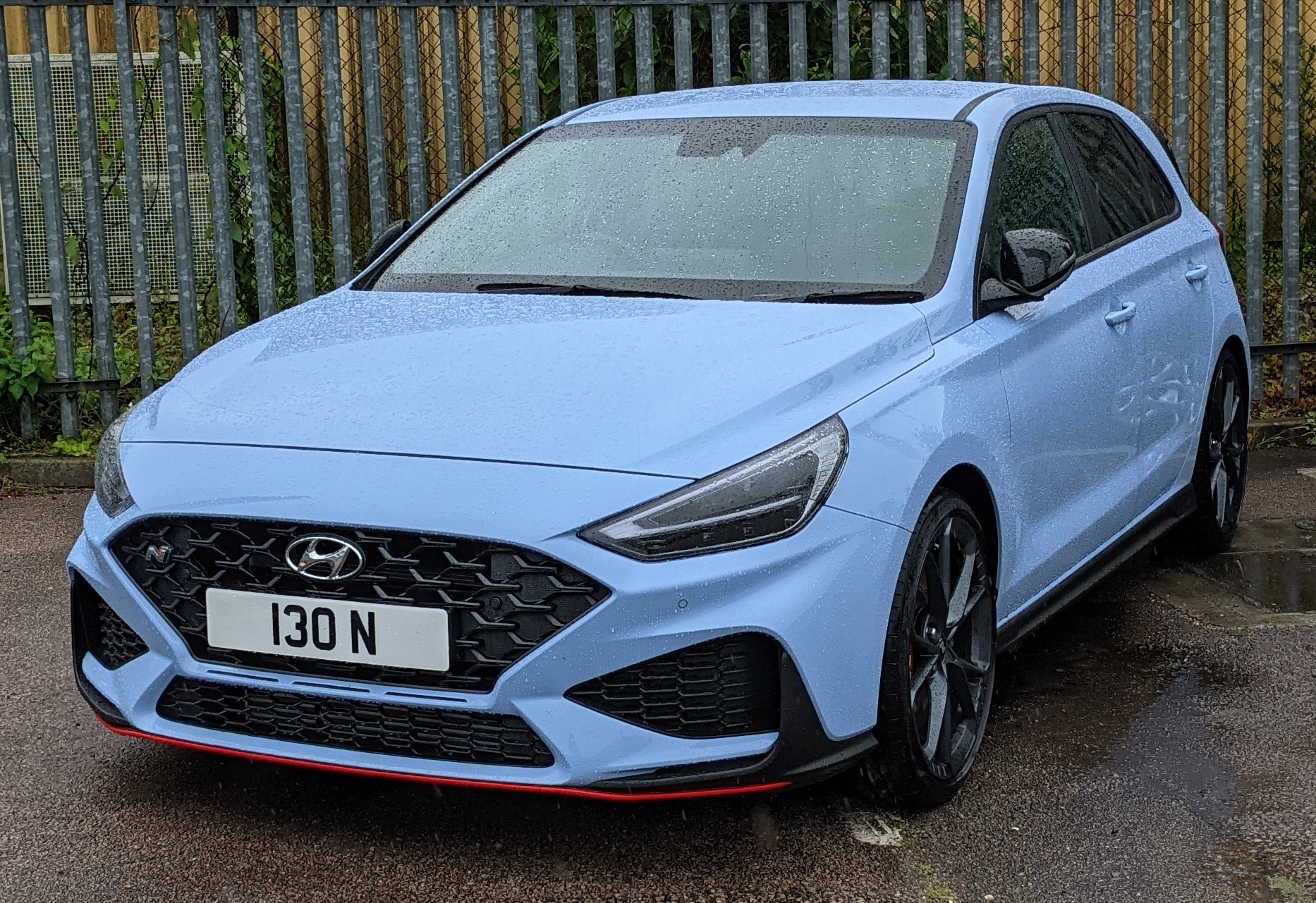
i30 N Restyling 2020

A luglio 2017 la vettura è stata sottoposta ai crash test dell'Euro NCAP, ottenendo 5 stelle. Nello stesso periodo poco dopo viene annunciata la prima versione ad alte prestazioni della casa coreana, nata dal nuovo reparto sportivo contraddistinto dalla lettera N che andrà a fare da apripista ad altre versioni sportive della gamma, la i30 N dotata di un motore turbo benzina 2.0 T-GDI da 250 o 275 CV (quest'ultimo valore ottenuto con il pacchetto denominato Performance Package) con 353 Nm di coppia e lo 0 a 100 km/h coperto in 6,1 secondi. La lettera N del nome vuole richiamare le città di Namyang dove vi è la sede del costruttore asiatico e il circuito del Nürburgring dove vi è un centro sviluppo e dove la vettura è stata collaudata. Nel medesimo arco temporale è stata annunciata la versione berlina tre volumi a cinque porte denominata i30 Fastback, con una lunghezza di 4.45 metri.

### Restyling 2020
La gamma Hyundai i30 aggiornata, è stata svelata a fine febbraio 2020.
Le caratteristiche includono nuovi fari a LED più sottili, cerchi in lega da 18 pollici, quadro strumenti digitale da 7 pollici, sistema di infotainment touchscreen da 10,25 pollici e pacchetto di sicurezza avanzato Hyundai SmartSense.

### Motorizzazioni
| Modello       | Disponibilità     | Motore                       | Cilindrata | Potenza                    | Coppia Massima                | Emissioni CO2 (g/Km) | 0–100 km/h (secondi) | Velocità max (Km/h) |
| 1.0T - GDI    | dal 05/2020       | 3 cilindri in linea, Benzina | 998 cm³    | 88 kW (120 CV)             | 171 N·m @1.500-4.000 giri/min | -                    | 11,1                 | 188-196             |
| 1.4 MPI       | 01/2017 - 05/2020 | 4 cilindri in linea, Benzina | 1.368 cm³  | 73 kW (99 CV)              | 134 N·m @4.000 giri/min       | -                    | 12,7                 | 183                 |
| 1.4 T-GDI     | 01/2017 - 05/2020 | 4 cilindri in linea, Benzina | 1.353 cm³  | 103 kW (140 CV)            | 242 N·m @1.500 giri/min       | -                    | 8,9                  | 208                 |
| 1.5 DPI       | 05/2020 - 05/2022 | 4 cilindri in linea, Benzina | 1.498 cm³  | 81 kW (110 CV)             | 144 N·m @3.500 giri/min       | -                    | 12,3                 | 187                 |
| 1.5 T-GDI     | dal 05/2020       | 4 cilindri in linea, Benzina | 1.482 cm³  | 118 kW (160 CV)            | 253 N·m @1500-3500 giri/min   | -                    | 8,4                  | 210                 |
| N             | dal 05/2021       | 4 cilindri in linea, Benzina | 1.998 cm³  | 184 kW (250 CV)            | 353 N·m @2100-4700 giri/min   | -                    | 6,4                  | 250                 |
| N Performance | 11/2017 - 08/2018 | 4 cilindri in linea, Benzina | 1.998 cm³  | 202 kW (275 CV)            | 353 N·m @1450–4500⁠ giri/min   | -                    | 6,4                  | 250                 |
| N Performance | 09/2018 - 09/2020 | 4 cilindri in linea, Benzina | 1.998 cm³  | 202 kW (275 CV)            | 378 N·m @1.450-4.700 giri/min | -                    | 6,1                  | 250                 |
| N Project C   | 09/2019 - 07/2020 | 4 cilindri in linea, Benzina | 1.998 cm³  | 202 kW (275 CV)            | 378 N·m @1.450-4.700 giri/min | -                    | 6,0                  | 250                 |
| 1.6 CRDi      | 01/2017 - 01/2022 | 4 cilindri in linea, Diesel  | 1.582 cm³  | 70-100 kW (da 95 a 135 CV) | 280 N·m @1.500-2.000 giri/min | -                    | da 12,2 a 10,2       | 188-200             |